# Wilhelm Peßler
Wilhelm Karl Johannes Peßler (* 21. März 1880 in Riga; † 25. Februar 1962 in Hannover) war ein deutscher Volkskundler und Kulturhistoriker. Von 1928 bis 1945 leitete er das Vaterländische Museum (heute: Historisches Museum Hannover).

## Leben
Wilhelm Peßler wurde 1880 als Sohn eines Arztes in Riga geboren und wohnte ab 1884 in Hannover, wo er das Ratsgymnasium besuchte.
Nach Studien der Fächer Geologie, Geographie, Kunstwissenschaften, Philosophie, Altertumskunde und Deutscher Sprach- und Literaturwissenschaften an den Universitäten in Tübingen, Berlin, Göttingen, München, Leipzig und Königsberg promovierte er 1905 mit seiner Dissertation Das altsächsische Bauernhaus in seiner geographischen Verbreitung. Nach dem folgenden Staatsexamen als Gymnasiallehrer absolvierte Peßler 1906 und 1907 seinen Militärdienst und begab sich dann zu Forschungszwecken nach Süddeutschland und Österreich.
1907 veröffentlichte Wilhelm Peßler seinen Aufsatz Plan einer großen deutschen Ethno-Geographie; dieser Versuch einer volkskundlich-geographischen Erfassung aller Volkstumserscheinungen sollte ihn während seines gesamten weiteren Lebens beschäftigen. Peßler hatte wesentlichen Anteil an der Entstehung des Atlasses der deutschen Volkskunde und war hieran zeitweilig als Redaktionsleiter beteiligt.
Ab 1907 war er zunächst als Hilfskraft in Museen in Hamburg, ab 1909 im Vaterländischen Museum in Hannover tätig und stieg dort 1913 zum Direktorialassistenten auf. 1914 stellte er einen Vorschlag für ein deutsches Volkstumsmuseum vor, der nicht nur landschaftliche, sondern auch rassische Zuordnungen verwendete. Während des Ersten Weltkriegs entwickelte er mit „nationalen Pathos“ die Vision eines systematischen Netzes von Kriegsmuseen in Deutschland.
1923 wurde er Abteilungsdirektor. Der „Systematiker aus Leidenschaft“ veröffentlichte 1927 seine Schrift Das Heimatmuseum im deutschen Sprachgebiet als Spiegel deutscher Kultur. Die darin dargestellte Abkehr weg von eher zufälligen hin zu planvollen Sammeltätigkeiten, deren Präsentation und vertiefende Erforschung nahmen sich zahlreiche Museen zum Vorbild.
Noch zur Zeit der Weimarer Republik wurde Wilhelm Peßler 1928 zum Direktor des Vaterländischen Museums berufen. Eine Auseinandersetzung mit der lokalen jüdischen Kultur und Geschichte ließ er vermissen, stattdessen näherte er sich mit seinen Tätigkeiten der NS-Kulturpolitik an und stellte seine Arbeit in den Dienst der nationalsozialistischen Volkskunde. Zum 1. April 1933 trat er der NSDAP bei (Mitgliedsnummer 1.753.280). Ab 1935 war er an der Einrichtung einer Heeresgedenkstätte im Leineschloss beteiligt. 1935 dezentralisierte Peßler die Bestände des Museums, ordnete sie neu und präsentierte sie nach moderneren Gesichtspunkten. Zur Zeit der Luftangriffe auf Hannover lagerte Peßler die Bestände 1943 teilweise aus, dennoch wurden im selben Jahr die Räumlichkeiten durch Fliegerbomben zerstört sowie die magazinierten Sammlungen zur hannoverschen Stadtgeschichte teilweise vernichtet.
Auch im Ruhestand hielt Wilhelm Peßler zahlreiche Vorträge. Erst 1958 beendete er seine Arbeit am 1933 begonnenen Volkstumsatlas von Niedersachsen. In seinem jahrzehntelangen Engagement in der niedersächsischen Heimatbewegung setzte er sich stets für deren wissenschaftliche Grundlagen und gegen Dilettantismus ein.
Wilhelm Peßler wurde auf dem Stadtfriedhof Engesohde bestattet.

## Ehrungen
- 1951: Ehrenpräsident der internationalen Kommission für den europäischen Volkstumatlas[1]
- Ehrenmitglied des Verbandes der Vereine für Volkskunde[1]
- 1960: Verdienstkreuz 1. Klasse der Bundesrepublik Deutschland[1]
- 1961: Stadtplakette Hannover[1]

## Werke
- Das altsächsische Bauernhaus in seiner geographischen Verbreitung. 1905. (= Dissertation).
- Plan einer großen deutschen Ethno-Geographie. 1907.
- Das historische Museum und der Weltkrieg (Schluß). In: Museumskunde. Zeitschrift für Verwaltung und Technik öffentlicher und privater Sammlungen. Bd. 13 (1918), S. 52–82.
- Das Heimatmuseum im deutschen Sprachgebiet als Spiegel deutscher Kultur (= Veröffentlichung des Werkbundes für deutsche Volkstums- und Rassenforschung). J. F. Lehmanns Verlag, München 1927.
- Das Heimat-Museum. Als Stätte der Wissenschaft und Volksbildung. In: Antiquitäten-Rundschau. Jahrgang 30, Nr. 1. Eisenach 1932 (Digitalisat).
- Volkstumsatlas von Niedersachsen. (= Veröffentlichungen der Historischen Kommission für Hannover, Braunschweig, Schaumburg-Lippe und Bremen. Band 14), Lieferung 1: 1933; Lieferung 5 (Schlusslieferung): 1957.
- Wilhelm Peßler (Hrsg.): Handbuch der Deutschen Volkskunde.
  - Band 1. Athenaion, Potsdam [1935–1938] (Digitalisat im Internet Archive).
  - Band 2. Athenaion, Potsdam [1935–1938] (Digitalisat im Internet Archive).
  - Band 3. Athenaion, Potsdam [1935–1938] (Digitalisat im Internet Archive).